# Eugène Lafitte
Eugène Lafitte was een Franse golfprofessional.
In 1913 wint hij in Parijs, samen met Jean Gassiat, Arnaud Massy en Louis Tellier, een wedstrijd tegen vier Amerikaanse professionals.
In 1919 wordt hij tweede op Franse Prof Kampioenschap op La Boulie achter Jean Gassiat. Omdat de oorlog pas net voorbij is, wordt het toernooi over 36 holes in plaats van 72 holes gespeeld. De heren raken goed bevriend en spelen na hun pensionering nog bijna dagelijks negen holes samen.
In 1920 speelt hij het Frans Open, ook op La Boulie in Versailles. Na twee dagen staat hij met een score van 298 op de eerste plaats, die hij echter moet delen met de Amerikaan Walter Hagen, die een drie slagen achterstand heeft weggewerkt. Er komt geen play-off op de derde dag, want Hagen moet vanuit Engeland zijn boot halen om terug naar de Verenigde Staten te reizen, samen met onder andere Harry Vardon. Aangezien Hagen de beste laatste 18 holes heeft gespeeld, wordt hij tot winnaar uitgeroepen.

## Overwinningen
- 1921: Spaans Open, Belgisch Open
- 1925: Belgisch Open
- 1929: Spaans Open

(lijst is mogelijk onvolledig)

## Trivia
- Omdat er in die tijd niet zoveel spelers waren die aan een Open meededen, was het nog mogelijk een ochtend- en een middagronde te spelen. Een toernooi van 4 rondes duurde dus maar twee dagen.